# Volevi un amore grande/Parlate di moralità
Volevi un amore grande/Parlate di moralità è il primo 45 giri della cantante italiana Loredana Bertè, pubblicato nel 1974 dall'etichetta discografica CGD. 
Entrambi i brani vennero inseriti nell'album di debutto della cantante, dal titolo Streaking (1974).
Il singolo non entrò in classifica, ma era già caratterizzato dallo stile vocale dell'interprete e dai temi a lei cari, come il femminismo, la libertà sessuale e l'idiosincrasia verso qualsiasi ipocrisia sociale e culturale.

## Tracce
Lato A
1. Volevi un amore grande – 4:10 (Sergio Menegale, E.Riccardi, Luigi Albertelli)

Lato B
1. Parlate di moralità – 4:17 (Enrico Riccardi)